# Anstey (Hertfordshire)
Pour les articles homonymes, voir Anstey.
Anstey est un village et une paroisse civile du Hertfordshire, en Angleterre. Il est situé dans le nord-est du comté, à une vingtaine de kilomètres au nord-est de la ville de Stevenage. Il fait partie de la région des Hundred Parishes (en). Administrativement, il relève du district du East Hertfordshire. Au recensement de 2011, il comptait 299 habitants et au recensement de 2021, il comptait 306 habitants.
L'église paroissiale d'Anstey, dédiée à saint Georges, remonte au XIIe siècle. Elle est monument classé de grade I depuis 1967.